# Nystalea alba
Nystalea alba är en fjärilsart som beskrevs av Paul Dognin 1922. Nystalea alba ingår i släktet Nystalea och familjen tandspinnare. Inga underarter finns listade i Catalogue of Life.